# Michael Eneramo
Michael Eneramo (ur. 26 listopada 1985 w Kadunie) – nigeryjski piłkarz, napastnik występujący od 2016 w Manisasporze.